# Matt Wenstrom
Matthew William "Matt" Wenstrom (Minneapolis, Minnesota; 4 de enero de 1970) es un exjugador de baloncesto estadounidense que jugó una temporada en la NBA, además de hacerlo en la liga alemana. Con 2,16 metros de estatura, lo hacía en la posición de pívot.

## Trayectoria deportiva

### Universidad
Jugó durante cuatro temporadas con los Tar Heels de la Universidad de North Carolina, en las que promedió 1,6 puntos y 1,1 rebotes por partido. En 1993 se proclamó campeón de la NCAA tras derrotar a Michigan en la final.

### Profesional
Tras no ser elegido en el Draft de la NBA de 1993, fichó como agente libre por los Boston Celtics, con los que jugó once partidos como tercer pívot, tras Robert Parish y Acie Earl, promediando 1,6 puntos y 1,1 rebotes.
Posteriormente jugó dos temporadas en la liga alemana.

## Estadísticas de su carrera en la NBA

### Temporada regular
| Temporada | Edad | Equipo         | Liga | Pos. | P  | TIT | MIN | TC  | TCA | %TC  | 3P  | 3PA | %3P | 2P  | 2PA | %2P  | TL  | TLA | %TL  | R.OF. | R.DEF. | REB | ASIS | ROB | TAP | PER | FP  | PTS |
| 1993-94   | 23   | Boston Celtics | NBA  | C    | 11 | 0   | 3.4 | 0.5 | 0.9 | .600 | 0.0 | 0.0 |     | 0.5 | 0.9 | .600 | 0.5 | 0.9 | .600 | 0.5   | 0.5    | 1.1 | 0.0  | 0.0 | 0.2 | 0.4 | 0.6 | 1.6 |
| Total     |      |                | NBA  |      | 11 | 0   | 3.4 | 0.5 | 0.9 | .600 | 0.0 | 0.0 |     | 0.5 | 0.9 | .600 | 0.5 | 0.9 | .600 | 0.5   | 0.5    | 1.1 | 0.0  | 0.0 | 0.2 | 0.4 | 0.6 | 1.6 |